# NGC 6120
NGC 6120 este o sub-millimetric source⁠(d) situată în constelația Coroana Boreală. A fost descoperită în 17 martie 1787 de către William Herschel. Se află la o distanță de 134,9 de megaparseci de Pământ.